# Klippen-Dattelpalme
Die Klippen-Dattelpalme (Phoenix rupicola) ist eine in Südasien heimische Palmenart aus der Gattung Phoenix innerhalb der Familie der Palmengewächse (Arecaceae). 

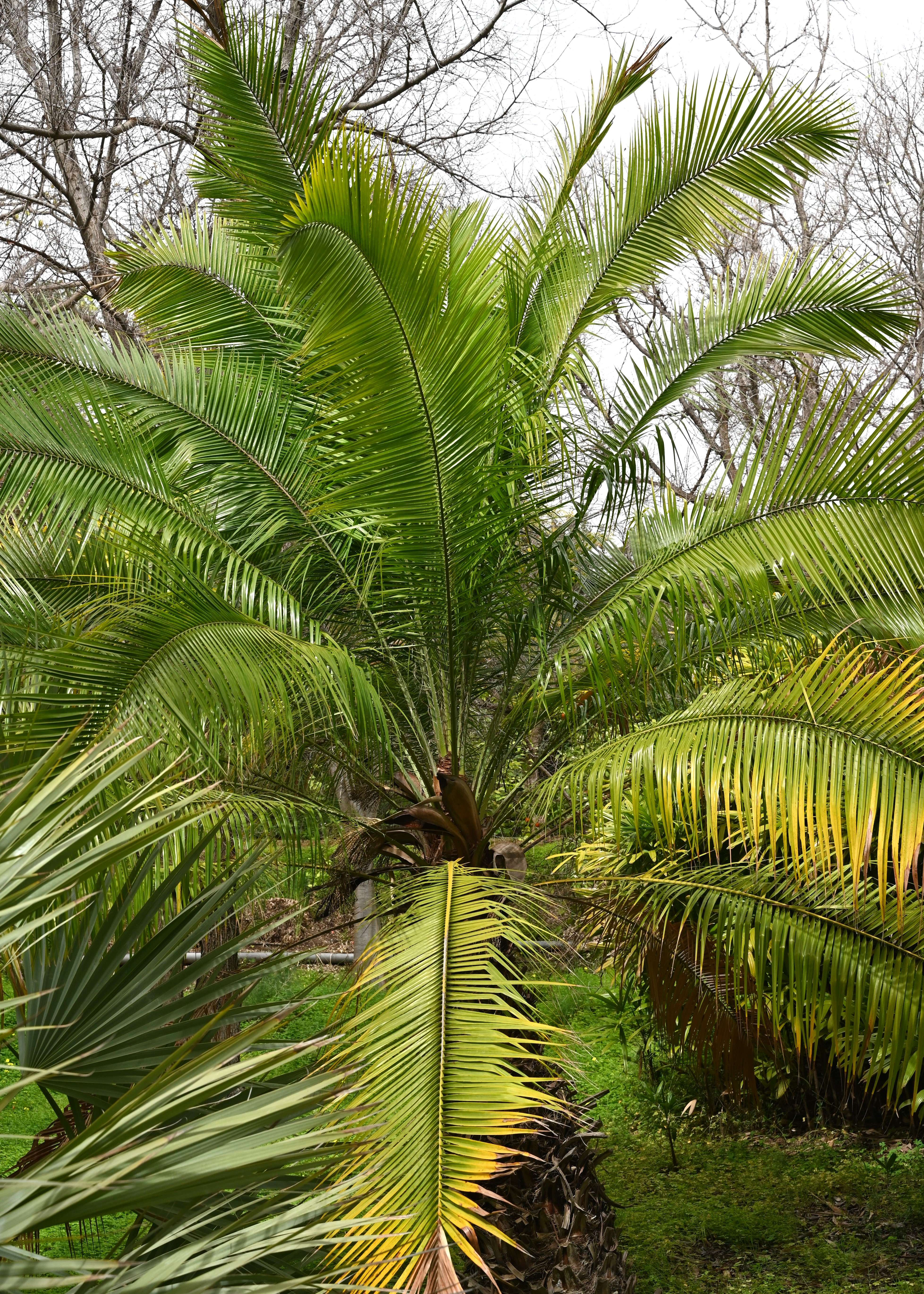
Klippen-Dattelpalme

## Merkmale
Die Klippen-Dattelpalme hat einen solitären Stamm. Dieser wird 3 bis 5 m hoch. Der Durchmesser ohne die Blattscheiden beträgt bis 17 bis 25 cm. Der Stamm ist glatt, die Blattnarben sind nicht deutlich kenntlich. Die Blattkrone ist rund 4,5 m breit und rund 6 m hoch. Die Blätter sind 1,5 bis 2,5 m lang. Die Blattscheiden sind rötlich-braun und faserig.  Die Akanthophylle stehen in einer Ebene, an jeder Seite der Rhachis befinden sich 10 bis 15 davon. Sie sind häufig grün und weich und bis 7 cm lang. Die Fiederblättchen stehen eng beieinander und sind in einer Ebene angeordnet. Sie sind von dunkler glänzender grüner Farbe und etwa 24 bis 60 × 1 bis 3 cm groß. Die Blattunterseite ist in der Region der Mittelrippe mit ausdauernder, aber nicht durchgehender weißer Behaarung besetzt.
Die männlichen Blütenstände sind aufrecht, ohne Prophyll und mit rund 22 cm langen blütentragenden Seitenachsen (Rachillae). Die weiblichen Blütenstände sind aufrecht und bogig, zur Reife dann hängend. Ein Prophyll ist nicht vorhanden. Der Blütenstandsstiel ist 50 bis 100 cm lang und 2,5 bis 3,5 cm dick. Die Rachillae stehen in horizontalen Bündeln und sind rund 55 cm lang. Es gibt rund 120. Die weiblichen Blüten stehen in der oberen Hälfte der Rachillae. Der Kelch ist ein dreispitziger Becher von 1,5 bis 2,5 mm Höhe. Die Kronblätter sind 3,5 × 4 bis 6 mm groß.
Die Früchte sind verkehrt eiförmig und 15 × 9 mm groß. Die Farbe ist gelb bis orange, zur Reife purpur-braun. Der Samen ist verkehrt eiförmig und 12 – 15 × 5 – 7 mm groß. Das Endosperm ist homogen.
Blütezeit ist im Mai und Juni, die Früchte reifen von Oktober bis Dezember. Die Früchte sind süß, aber mehlig, und werden von Säugetieren und Vögeln gefressen.

## Verbreitung und Standorte
Die Klippen-Dattelpalme ist in Südasien heimisch. Sie kommt in den südlichen und zentralen Distrikten von Bhutan vor, sowie im Distrikt Darjeeling von West-Bengalen in Indien (in den Tälern von Sivoka, Birick, Nimbong, Teesta und Mahanadi).
Sie wächst an unzugänglichen Stellen von warmen, feuchten Wäldern oder auf offenen Flächen auf steilen felsigen Hängen, in Schluchten und auf Felsen. Sie kommt in 300 bis 1220 m Seehöhe vor.

## Taxonomie
Die Klippen-Dattelpalme wurde 1869 von Thomas Anderson in Journal of the Linnean Society. Botany Band 11 Seite 13 erstbeschrieben.